# Inmigración haitiana en Venezuela
La inmigración haitiana en Venezuela se refiere al fenómeno migratorio de ciudadanos haitianos a la República Bolivariana de Venezuela.

## Orígenes
Aunque los haitianos forman parte de la historia de Venezuela incluso antes de establecerse como una república independiente, se puede considerar como un grupo de importancia migratoria a partir de la década del 60. La causa principal por las cuales los haitianos se han convertido en inmigrantes son por el desarrollo socioeconómico desfavorecido y los bajos niveles en la calidad de vida del país. Otro elemento transcendental tiene que ver con el terremoto de Haití de 2010 que dejó a más de 316 000 muertos, 350 000 en heridas y 1.5 millones de personas sin hogar.
Existe un importante número de haitianos que se encuentran en Venezuela sin ningún tipo de documentación legal, según el Servicio Jesuita a Refugiados en 2010 alrededor de 40% de los inmigrantes están a deriva jurídica. Esto a pesar de que en ese año, después del fatídico terremoto, el entonces presidente Hugo Chávez, dictó un decreto que generaba amplias facilidades a haitianos. Este instrumento jurídico buscaba brindarle a todos los haitianos la posibilidad de obtener cualquier tipo de visado posible, y de esta forma poder acceder a los diversos beneficios sociales que se les garantizan a los trabajadores en el país.

## Distribución
La mayoría se encuentran en Caracas, generalmente en zonas populares o barriadas. Estos grupos se ubican en zonas como Carapita, parroquia Antímano y Catia, parroquia Sucre, ejerciendo labores como heladeros, cocineros y vendedores ambulantes. Aquellos que tenían cierta capacitación técnica se residenciaron en Valencia y Maracay en procura de un espacio industrial laboral. No se sabe la cifra de cuantos haitianos hay en Venezuela, según la embajada de Haití en Venezuela son aproximadamente 20 000, para el SAIME son 10 000 y para organizaciones no gubernamentales y asociaciones de asistencia 30 000.

## Relaciones
Venezuela tiene una embajada de Haití en Altamira, Caracas.